# Publicatie

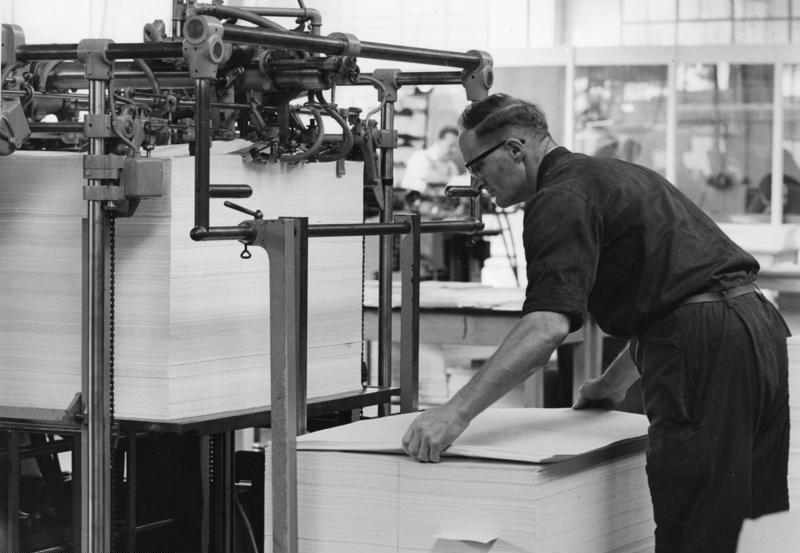
Een drukker legt papier op de pers

Een publicatie is een tekst, afbeelding of zelfs een beeld- of geluidsdrager dat of die vermenigvuldigd wordt met het doel deze onder de publieke aandacht te brengen. Vóór de uitvinding van de boekdrukkunst was dit beperkt tot het handmatig overschrijven van de brontekst, hoewel men met enige moeite het luidkeels voordragen van de tekst ook als publicatie kan zien, maar sindsdien worden publicaties in de regel in gedrukte vorm verspreid.
De belangrijkste vormen van publicaties zijn:
- Literaire publicaties: boeken, gedichten en essays
- Politieke en culturele publicaties: pamfletten en manifesten
- Wetenschappelijke publicaties: in de wetenschappelijke wereld gelden die als voorwaarde voor de doctors-titel, en ze worden gepubliceerd in gespecialiseerde wetenschappelijke tijdschriften
- Periodieken: de dag-, week- en maandbladen (=kranten en tijdschriften)
- Educatieve publicaties: non-fictie en schoolboeken
- Naslagwerken: catalogi, handboeken en gebruiksaanwijzingen
- Beeld, geluid- en informatiedragers: lp's, cd's, cd-roms, video's en dvd's